# Josef Kälin (Verwaltungsjurist)
Josef Kälin (* 21. Dezember 1887 in Hohenstadt; † 25. Juni 1944 in Göttingen) war ein deutscher Verwaltungsjurist.

## Leben
Kälin studierte von 1906 bis 1907 katholische Theologie und anschließend bis 1911 Rechtswissenschaften in Tübingen und Berlin. Ab 1907 war er Mitglied der katholischen Studentenverbindung AV Guestfalia Tübingen im CV.
Er legte 1911 die erste und 1915 die zweite juristische Staatsprüfung ab. Danach trat er in die württembergische Innenverwaltung ein. 1921 wurde er zum Regierungsrat und bereits ein Jahr später zum Oberregierungsrat befördert. Ab 1924 war er Ministerialrat und 1927 übernahm er die Leitung des Landesarbeitsamtes Südwest in Stuttgart als Präsident. Von 1924 bis 1928 war er stellvertretender Bevollmächtigter Württembergs zum Reichsrat.
1932 bot ihm Franz von Papen die Übernahme des Reichsarbeitsministeriums an, was Kälin jedoch ablehnte. Von 1932 bis 1933 war er geschäftsführender Präsident der Reichsanstalt für Arbeitsvermittlung und Arbeitslosenversicherung. Infolge der nationalsozialistischen Machtergreifung musste er dieses Amt jedoch abgeben und war von 1934 bis 1944 Präsident des Arbeitsamts Göttingen.
Von 1926 bis 1933 war Kälin erster Präsident des Württembergischen Luftsportverbands.